# Mercedes-Benz M 189
| Daimler-Benz         | Daimler-Benz        |
| -------------------- | ------------------- |
|                      |                     |
| M 189                |                     |
| Hersteller:          | Mercedes-Benz       |
| Produktionszeitraum: | 1957–1967           |
| Bauform:             | Reihensechszylinder |
| Verbrennungsprinzip: | Otto                |
| Vorgängermodell:     | Mercedes-Benz M 186 |
| Nachfolgemodell:     | Mercedes-Benz M 130 |

Der Mercedes-Benz M 189 baut auf einer Reihe von Reihensechszylinder-Ottomotoren auf, die Daimler-Benz von 1957 bis 1967 produzierte.
Der Motor ersetzte nicht nur den Vorgänger Mercedes-Benz M 186 (den Begründer der Daimler-Benz-3-Liter-Maschinen aus den 1950er Jahren), sondern war auch für einen Großteil der Modelle der nächsten Dekade prägend.
Der M 189 ist im Grunde die Einspritzvariante des M 186 und war der am längsten produzierte Motor aus der Familie. Er wurde im Laufe seiner Produktionszeit mit Änderungen versehen, wie z. B. 1961 durch die Einführung einer neuen Basislegierung aus Aluminium anstelle von Gusseisen.

## Eigenschaften
- 6 Zylinder in Reihe
- Zylinderkopf aus Aluminiumlegierung
- Bohrung und Hub: 85 × 88 mm
- Hubraum: 2996 cm³
- Einzelne Nockenwelle im Zylinderkopf
- Zwei Ventile pro Zylinder
- Einspritzung, Bosch, mechanische Steuerung
- Kurbelwelle mit sieben Hauptlagern
- Motorblock Grundtyp kam aus dem Mercedes-Benz 300 SL und Adenauer, dessen Einspritzversion W 189 für diese Baureihe die letzte Ausbaustufe darstellte
- Erkennbar an dem schräggeschnittenen Motorblock, der es ermöglichte, mit geändertem Zylinderkopf und Ansaugbrücke Platz unter der flachen Motorhaube des SL zu finden
- Anfangs aus Grauguss, mit Einzug in die Heckflossenreihe aus Alulegierung

## Übersicht
| Motortyp                 | Einspritzpumpe Bauart | Verdichtung {\displaystyle \varepsilon } | Nennleistung kW bei 1/min | Drehmoment max Nm bei 1/min | Verwendung                                      | Produktionszeitraum |
| ------------------------ | --------------------- | ---------------------------------------- | ------------------------- | --------------------------- | ----------------------------------------------- | ------------------- |
| M 189 I                  | 2 Stempel             | 8.55                                     | 118/5300                  | 237/4200                    | Mercedes-Benz 300 (300d/W 189)                  | 1957–1962           |
| M 189 III und M 189 IV   | 2 Stempel             | 8.7                                      | 118/5000                  | 251/3800                    | Mercedes-Benz 300 SE/SE lang (W 112)            | 1961–1963           |
| M 189 III und M 189 IV   | 2 Stempel             | 8.7                                      | 118/5000                  | 251/3800                    | Mercedes-Benz 300 SE Coupé/Cabriolet W 112      | 1962–1963           |
| M 189 V und M 189 VI     | 6 Stempel             | 8.8                                      | 125/5400                  | 249/4000                    | Mercedes-Benz 300 SE/SE lang "Heckflosse" W 112 | 1964–1965           |
| M 189 V und M 189 VI     | 6 Stempel             | 8.8                                      | 125/5400                  | 249/4000                    | Mercedes-Benz 300 SE Coupé/Cabriolet W 112      | 1964–1967           |
| M 189 VII und M 189 VIII | 6 Stempel             | 8.8                                      | 125/5400                  | 251/4000                    | Mercedes-Benz 300 SE/SEL (W 109)                | 1965–1967           |